# Tredecime
Een tredecime (van Latijn: tredecimus, de dertiende) is in de muziektheorie het interval in een diatonische toonladder tussen een eerste toon en de daarboven liggende dertiende. Een tredecime omvat twaalf toonafstanden, en is een samengesteld interval opgebouwd uit een sext en een rein octaaf. Het interval tussen bijvoorbeeld de tonen c en a' is dus een tredecime. Men zegt dat de a' een tredecime boven de c ligt. Ook wordt de tweeklank die bestaat uit twee tonen die een tredecime uit elkaar liggen, als tredecime aangeduid. De tweeklank c-a' is een tredecime, of de tonen c en a' vormen een tredecime. 

## Varianten
In overeenstemming met de sext in de tredecime, worden tredecimen nog onderscheiden in grote, kleine, verminderde en overmatige tredecimen.

### Grote tredecime
Een grote tredecime is opgebouwd uit een grote sext plus een rein octaaf. Men duidt een grote tredecime wel afgekort aan met M13.
- Voorbeeld: Het interval tussen c' en a" is een grote tredecime.

### Kleine tredecime
Een kleine tredecime is opgebouwd uit een kleine sext plus een rein octaaf. Men duidt een kleine tredecime wel afgekort aan met m13.
- Voorbeeld: Het interval tussen c' en as" is een kleine tredecime.

### Verminderde tredecime
Als de sext in een tredecime verminderd is, heet ook de tredecime verminderd.
- Voorbeeld: Het interval tussen cis' en as" is een verminderde tredecime.

### Overmatige tredecime
Als de sext in een tredecime overmatig is, heet ook de tredecime overmatig. 
- Voorbeeld: Het interval tussen c' en ais" is een overmatige tredecime.

## Tredecime in jazzmuziek
De tredecime wordt in de jazzmuziek aangeduid met het cijfer '13' in het akkoordsymbool. Het betreft doorgaans een leadnote (een melodienoot), die als toegevoegde kleuring volgt uit de tertsopeenstapeling 3,5,7,9,11,13.
- Voorbeeld 1: het akkoord C7/9/+11/13 is opgebouwd uit de tonen C,E,G,Bes,D,Fis,A, waarbij de A als tredecime een toevoeging aan het akkoord is.
- Voorbeeld 2: het akkoord Cm7/9/11/13 is opgebouwd uit de tonen C,Es,G,Bes,D,F,A, waarbij de A als tredecime een toevoeging aan het akkoord is.

Daarbij dient de 13 niet verward te worden met de toevoeging 6. De 6 (sext) is een statische toon die vaak plaatsvindt indien er geen 7 in het akkoord zit. De 13 (tredecime) is een niet-statische, spannende toon die juist in combinatie met de 7 optreedt en daarmee enigszins dissoneert.
- Voorbeeld 3a: een C6 akkoord is opgebouwd uit de tonen C,E,G,A, waarbij de A als sext is toegevoegd.
- Voorbeeld 3b: een C7/13 akkoord is opgebouwd uit de tonen C,E,G,Bes,A, waarbij de A als tredecime is toegevoegd.